# Большие Всегодичи
Больши́е Всегоди́чи — село в Ковровском районе Владимирской области, входит в состав Малыгинского сельского поселения.

## География
Село расположено в 4 км на север от Коврова, на левом берегу Уводи.

## История
Село известно с XI века. С 1588 по 1612 годы принадлежало вдове ливонского короля Магнуса, княжне старицкой Марии (Марфе). Во второй половине XVII века селом владели несколько поколений предков Александра Пушкина, а ещё раньше оно было вотчиной князей Долгоруких — потомков основателей Москвы.
До начала XVIII века входила в состав Владимирского уезда Замосковного края Московского царства.
Село являлось центром Всегодической волости Ковровского уезда Владимирской губернии. Население (1859) — 944 человек.
В годы советской власти — центр Большевсегодического сельсовета.

## Население

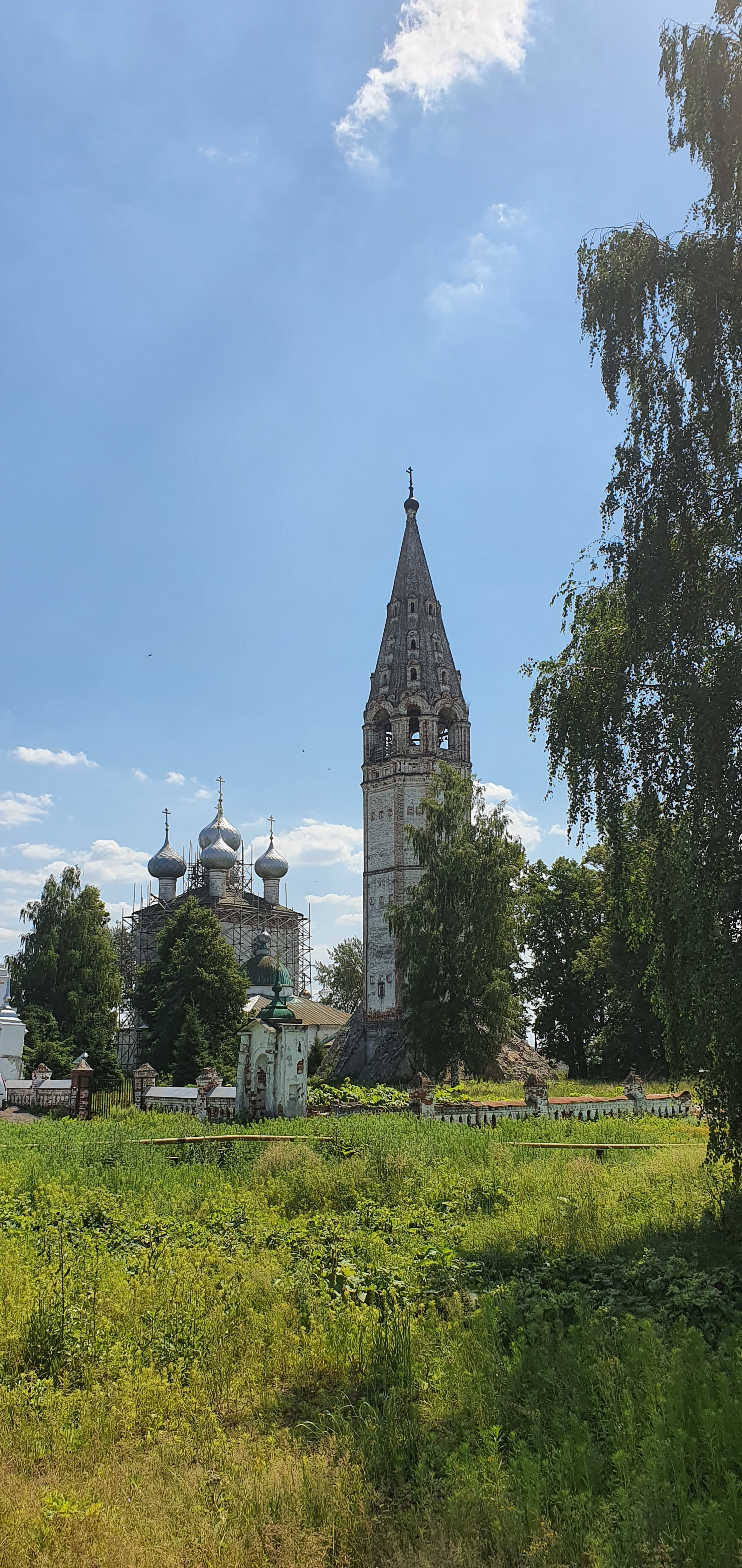

| 1859 | 1897 | 1905 | 1926 | 2002 | 2010 | 2021 |
| ---- | ---- | ---- | ---- | ---- | ---- | ---- |
| 944  | ↘727 | ↗833 | ↘691 | ↘209 | ↘182 | ↗211 |

## Достопримечательности
Сохранилась Успенская церковь (1767 год), состоящая из трёх приделов: тёплого — Николаевского, холодного — Успенского и пристройки к тёплому приделу — в честь святого пророка Илии.
Деревянная церковь Успения Божией Матери упоминается в документах в начале XVI века.
В начале XVIII века в селе была ещё одна церковь — в честь святителя и чудотворца Николая. Однако в 1767 году храм был упразднён, и началось строительство на его месте каменной Успенской церкви.
В 1941 году храм был закрыт, служение возобновилось лишь в 1946 году. На территории располагается старинное кладбище.